# Baraboulé (Burkina Faso)
Pour le département, voir Baraboulé (département).
Baraboulé est une commune située dans le département de Baraboulé, dans la province du Soum, région du Sahel, au Burkina Faso.